# Manon (album)
Manon is het vijfde album van de Nederlandse rapformatie De Jeugd van Tegenwoordig. Het album verscheen op 23 oktober 2015. De single 'Manon' werd uitgebracht op 5 september dat jaar.

## Tracklist
| Nr. | Titel                           | Lengte |
| --- | ------------------------------- | ------ |
| 1   | Manon                           | 3:37   |
| 2   | Lente In Bed                    | 3:47   |
| 3   | Zakmuitdeheup                   | 4:35   |
| 4   | BPM69                           | 3:37   |
| 5   | Stuntro                         | 1:31   |
| 6   | Neonlichten In De Regen         | 4:18   |
| 7   | Futurophobia                    | 3:29   |
| 8   | Ik Was Een Klootzak             | 5:09   |
| 9   | Straatmeermin                   | 2:42   |
| 10  | Broertje Ik Heb Je              | 2:57   |
| 11  | Ze Kan Me Wel Schieten Part 1   | 1:55   |
| 12  | Ze Kan Me Wel Schieten Part 2&3 | 7:06   |

### Clips
- 2015
  - Manon
  - Lente In Bed, Zakmuitdeheup en BPM69 (dezelfde clips)

## Referentielijst
iTunestracklist